# Parafia św. Jana Teologa w Ostendzie
Parafia św. Jana Teologa – etnicznie rosyjska parafia prawosławna w Ostendzie, jedna z jedenastu placówek duszpasterskich eparchii brukselsko-belgijskiej.  Jej językiem liturgicznymi jest cerkiewnosłowiański. 
Erygowana przez arcybiskupa Brukseli i całej Belgii Szymona z myślą o społeczności rosyjskiej żyjącej w regionie. Święta Liturgia jest odprawiana dwa razy w miesiącu. 